# Gafarró alario

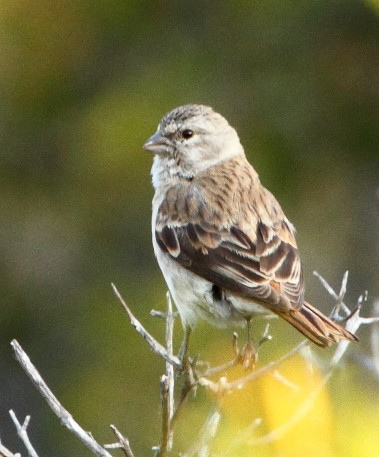
Femella

El gafarró alario (Serinus alario) és una espècie de moixó de la família dels fringíl·lids que habita zones de matoll, praderia, terres de conreu i jardins urbans de l'Àfrica Meridional.

## Descripció
- Fa 12-15 cm de llargària.
- El mascle de C.a.alario, té el dors i la cua marró, un collaret posterior blanc, i les parts inferiors bàsicament blanques. El cap i la part central del pit són negres.
- La femella és semblant, amb el cap gris mat, fosca amb ratlles al cap i parts superiors. Té una línia marro a l'ala.
- El jove és semblant a la femella, si bé és més pàl·lid, té ratlles al pit, i la línia de l'ala és més feble.
- El mascle de C.a.leucolaema té un patró de color diferent al cap, amb una cella blanca i el collar blanc que l'envolta el coll, de manera que separa el cap negre del pit.

## Hàbits
Aquesta és una espècie granívora, abundant i gregària que forma bandades de fins a 200 ocells. La seva crida és un "tsitt" baix, i el cant del mascle una barreja de notes poc musicals.

## Taxonomia
Aquesta espècie ha estat inclosa al gènere Crithagra i al seu propi gènere Alario
Se n'han distingit dues subespècies:
- Serinus alario alario (Linnaeus) 1858, habitant de la major part de la província del Cap, a Sud-àfrica.
- Serinus alario leucolaema (Sharpe) 1903, habitant del centre i sud de Namíbia, sud de Botswana, centre i nord de Sud-àfrica i Lesotho.

Aquestes dues subespècies són sovint considerades espècies de ple dret.